# Gunn Thorstensson
Ingrid (Gunn) Margareta Thorstensson, född 5 september 1928 i Skallsjö församling i Älvsborgs län, död där 20 juli 2014, var en svensk teckningslärare och tecknare.
Thorstensson studerade vid Konstfackskolan 1944–1947 och vid Teckningslärarinstitutet där hon utexaminerades 1950. Efter studierna arbetade hon som teckningslärare i bland annat Visby och Skara. Vid sidan av sitt arbete var hon verksam som konstnär och medverkade bland annat i Nationalmuseums Unga tecknare i mitten av 1950-talet samt samlingsutställningar med provinsiell konst.